# NGC 5476
NGC 5476 é uma galáxia espiral (Sd) localizada na direcção da constelação de Virgo. Possui uma declinação de -06° 05' 32" e uma ascensão recta de 14 horas, 08 minutos e 08,4 segundos.
A galáxia NGC 5476 foi descoberta em 5 de Março de 1785 por William Herschel.